# Robert Meyrat
Pour les articles homonymes, voir Meyrat.
Robert Meyrat (1er février 1907 - 22 janvier 1997) est un médecin français, qui fut l'un des membres des « Phrères simplistes » , avec René Daumal, Roger Gilbert-Lecomte et Roger Vailland. En 1925, Vailland et Daumal sont à Paris en hypokhâgne pour préparer Normale Sup. Ils renoncent à Normale Sup’ et s’inscrivent à la Sorbonne en 1927. Lecomte les rejoint à Paris tandis que Meyrat reste à Reims. Il quitte le groupe en 1927, peu avant la parution de la revue Le Grand Jeu.